# HMS Royal Oak (1862)
La HMS Royal Oak, sesta nave da guerra britannica a portare questo nome, è stata una nave corazzata della Classe Prince Consort della Royal Navy.

## Caratteristiche tecniche

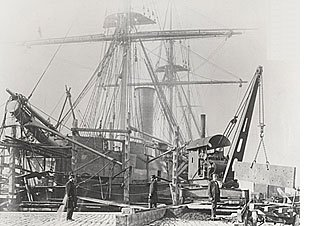
La Royal Oak in costruzione a Chatham

Come le altre navi della sua classe in base al progetto la Royal Oak doveva essere un vascello di seconda classe a due ponti da 91 cannoni con lo scafo in legno. Mentre era ancora in costruzione venne ribassata di un ponte ed allungata di 6,4 metri per accogliere un diverso tipo di armamento. La prua venne resa più stretta e la poppa più arrotondata. La corazzatura laterale venne estesa per tutta la lunghezza dello scafo, venendo installata su uno spessore di 710 mm di legno di quercia. Avendo lo scafo di legno era impossibile dividere l'interno della nave in compartimenti stagni ed installare paratie trasversali corazzate.
Nonostante fosse dotata di un motore, la Royal Oak utilizzò normalmente le vele, riuscendo anche a raggiungere la maggiore velocità a vela mai toccata da una nave corazzata. Viaggiando da Gibilterra a Malta il 9 febbraio 1864 raggiunse i 13,5 nodi, diventando così l'unica nave corazzata a raggiungere una velocità a vela superiore a quella massima raggiungibile a motore.

## Servizio
La Royal Oak entrò in servizio a Chatham, venendo assegnata inizialmente alla Channel Fleet. In seguito venne assegnata alla Mediterranean Fleet, diventando la seconda nave corazzata in servizio nel Mar Mediterraneo insieme alla Resistance.
Venne ritirata dal servizio nel 1867 per cambiare armamento, quindi tornò in servizio per sei mesi con la Channel Fleet. Venne accidentalmente speronata dalla Warrior durante una tempesta nell'inverno 1867 perdendo le scialuppe di salvataggio, le ancore, le sartie ed i paterazzi. Nel 1869 tornò nel Mediterraneo e presenziò all'apertura del Canale di Suez. Si incagliò su una secca non segnata sulle carte al largo di Porto Said e venne rimorchiata in acque profonde dalla Lord Warden, senza aver subito alcun danno. Entrò in cantiere a Portsmouth per un raddobbo nel 1871 ma i lavori vennero bloccati per considerazioni di tipo economico. Dopo essere stata tenuta a disposizione per quattordici anni venne venduta per essere demolita nel settembre 1885.